# Boutheina Ben Yaghlane
Boutheina Ben Yaghlane, née le 12 avril 1966 à La Goulette, est une universitaire et femme politique tunisienne. Elle est directrice générale de la Caisse des dépôts et consignations depuis avril 2016.
Titulaire d'un doctorat en gestion de l'Institut supérieur de gestion de Tunis (ISG Tunis) obtenu en collaboration avec l'Institut de recherches interdisciplinaires et de développement en intelligence artificielle de l'université libre de Bruxelles, Boutheina Ben Yaghlane est professeure des universités à l'Institut des hautes études commerciales de Carthage (IHEC) depuis 1993 et a enseigné dans plusieurs universités françaises. Elle est également directrice de recherche d'un laboratoire actif dans le domaine de l'intelligence artificielle et responsable d'un master spécialisé en création d'entreprise et ingénierie entrepreneuriale.
Conseillère auprès du ministre du Développement régional et de la Planification, elle est élue députée lors des élections législatives de 2014 en tant que membre du parti Ennahdha, avant de devenir secrétaire d'État auprès du ministre des Finances en 2015 dans le gouvernement de Habib Essid.

## Études
En 1990, elle décroche une maîtrise en informatique de gestion à l'Institut supérieur de gestion de Tunis (ISG Tunis, université de Tunis) et, en 1992, un doctorat en gestion, spécialité « gestion des systèmes d'information et aide à la décision » (major de sa promotion). En 2002, elle obtient un doctorat en gestion en collaboration avec l'Institut de recherches interdisciplinaires et de développement en intelligence artificielle de l'université libre de Bruxelles et, en 2006, une habilitation universitaire en gestion.

## Parcours professionnel
En 1993, elle devient professeure de l'enseignement supérieur, spécialiste en intelligence économique et veille stratégique à l'Institut des hautes études commerciales de Carthage (IHECC, université de Carthage) — elle y est responsable pédagogique du master professionnel en création d'entreprise et ingénierie entrepreneuriale — et professeure visiteuse dans plusieurs universités françaises, dont l'université de Lorraine et l'université Rennes-I. Elle est également directrice de recherche au sein du laboratoire de recherche opérationnelle, de décision et de contrôle de processus à l'ISG Tunis ; elle y dirige une équipe de recherche d'une quinzaine de doctorants et d'étudiants en master de recherche.
Elle est présidente et membre des commissions nationales de recrutement et promotion (aux grades de maître assistant entre 2012 et 2013 puis d'assistant et de maître de conférences entre 2014 et 2015) en informatique de gestion, membre de la commission nationale pour le programme d'appui à la qualité pour l'enseignement supérieur et membre du conseil scientifique de l'IHECC entre 2011 et 2014.
Elle a écrit plusieurs articles de recherche dans des revues et conférences internationales spécialisées et a participé à la mise en place de plusieurs collaborations avec des laboratoires de recherche tunisiens et étrangers, notamment en France, en Belgique, au Royaume-Uni et aux États-Unis.
Elle est désignée le 22 avril 2016 par le ministre des Finances comme directrice générale de la Caisse des dépôts et consignations (CDC),. Elle initie plusieurs projets sur le plan des investissements, notamment les mécanismes de financement post-Covid-19,. Le 23 août 2021, elle démissionne de son poste de présidente,.

## Activités associatives
Elle est membre des bureaux exécutifs de l'association tunisienne TMSS (Tunisian Management Science Society) et de l'association internationale BFAS (Belief Functions and Applications Society). Après la révolution de 2011, elle a participé à la création de l'association TOUNISSIET, qui œuvre à la promotion du leadership féminin.

## Parcours politique

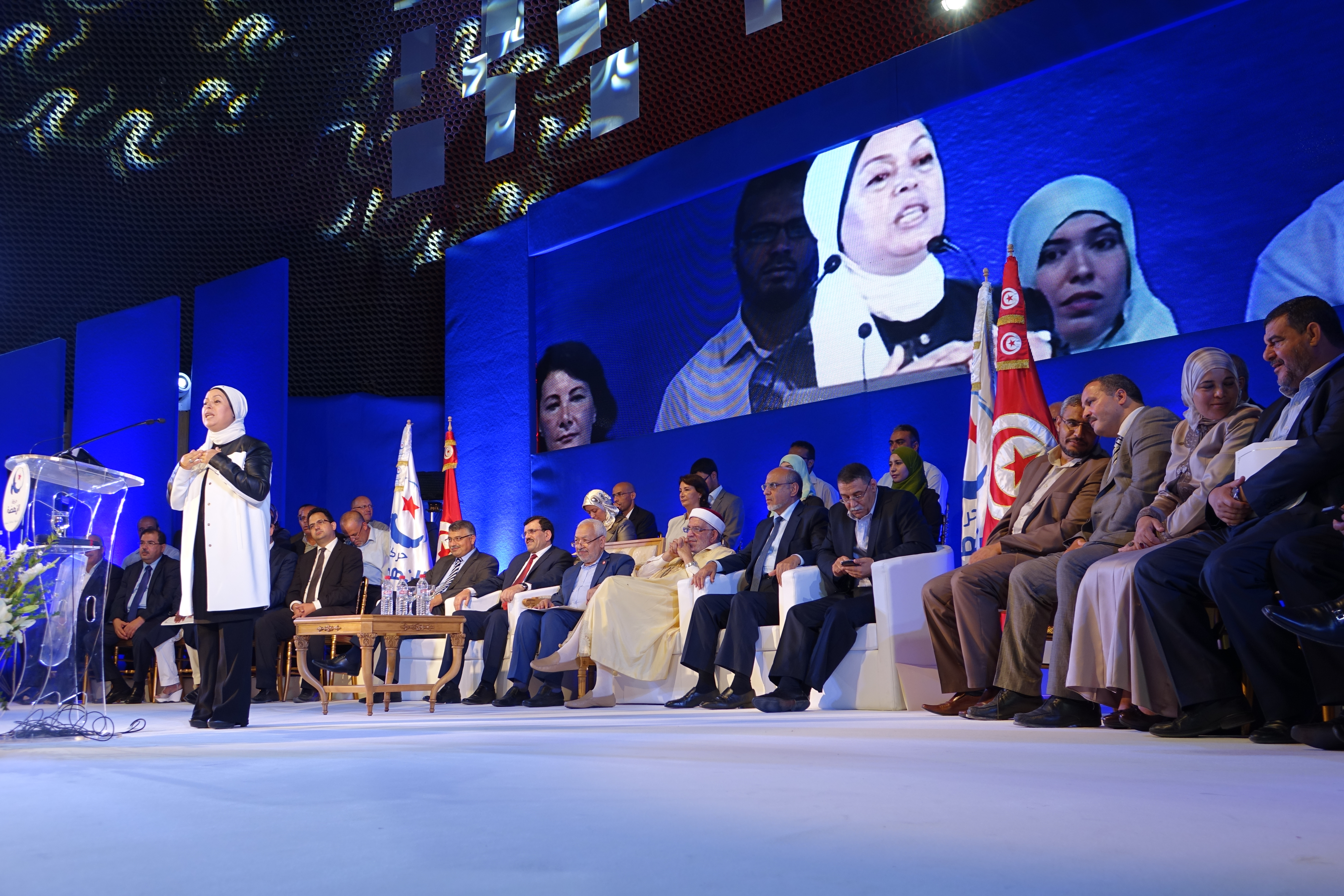
Boutheina Ben Yaghlane au séminaire d'Ennahdha pour présenter son programme pour les législatives de 2014.

Entre mai 2012 et juin 2013, elle est conseillère auprès du ministre du Développement régional et de la Planification, chargée de mission concernant les systèmes d'information des projets publics.
Candidate lors des élections législatives de 2014 sous les couleurs du parti islamiste Ennahdha, elle est élue députée à l'Assemblée des représentants du peuple dans la première circonscription de Nabeul,.
Le 2 février 2015, elle est nommée au poste de secrétaire d'État auprès du ministre des Finances, Slim Chaker, dans le gouvernement de Habib Essid.
Le 17 janvier 2020, son nom est proposé avec trois autres par Ennahdha pour prendre la tête du gouvernement. C'est finalement Elyes Fakhfakh qui accède à cette fonction.

## Distinctions
En 2017, elle reçoit le Prix des femmes de la décennie en entreprise et leadership lors du Women Economic Forum organisé à New Delhi (Inde).
Elle est par ailleurs sélectionnée par le magazine Jeune Afrique parmi huit femmes puissantes en Tunisie.
Elle est également choisie par Entreprises Magazine parmi 100 managers qui font bouger le business en Tunisie en 2018, 2019 et 2020.

## Vie privée
Boutheina Ben Yaghlane est mariée et mère de trois enfants. Elle parle couramment l'arabe, le français et l'anglais.